# Hermann Kopp (Musiker)

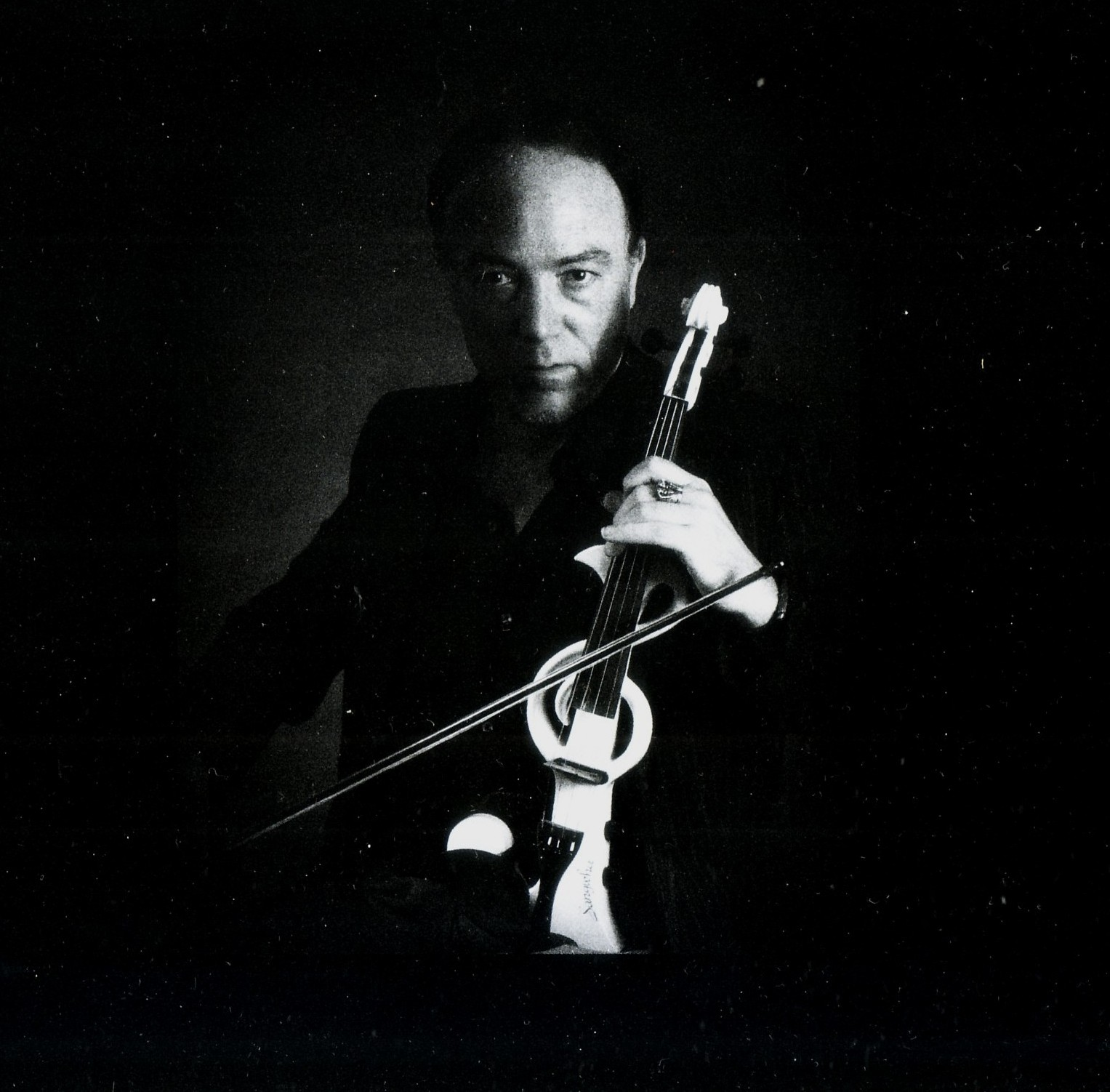
Hermann Kopp (2008)

Hermann Wilhelm Kopp (* 21. August 1954 in Stuttgart) ist ein deutscher Musiker, Komponist und Übersetzer, derzeit in Barcelona lebend.
Hermann wuchs in einer bürgerlichen Familie in der Nähe von Stuttgart auf; zwei Onkel, die im Zweiten Weltkrieg vermisst wurden und die ihm jeweils seine Vornamen und eine Violine vererbten, brachten ihn früh mit dem Tod in Berührung. Auf Wunsch seiner Eltern nahm er Violinunterricht, den er im Alter von 14 Jahren abbrach. Wenige Jahre später revolutionierten Punk und New Wave sein Musikverständnis.
Nach seinem Umzug nach Karlsruhe 1979 wurde er Mitglied der Band Keine Ahnung, mit der er Liveauftritte in Mannheim und Berlin hatte. In den Achtzigern veröffentlichte er zwei Vinyl-Schallplatten mit einem Sound, der elektronischen Minimalismus und Ausflüge in die Popmusik und ins Chanson in sich vereinigt.
1987 beteiligte er sich am Soundtrack des deutschen Horrorfilms Nekromantik, welchem 1989 Musik zum Film Der Todesking und 1990 zum Film Nekromantik 2 folgten.
Weitere Soundtracks umfassen den kalifornischen Film The Queen Of Hollywood Blvd. von Orson Oblowitz, 2017, und den serbischen Film Videotheque von Luka Bursac, der 2024 in Belgrad Premiere hatte.
Im März 2025 präsentierte Hermann Kopp einen neuen Soundtrack zum deutschen Stummfilm Der Golem, wie er in die Welt kam in einem Kino in Paris.

## Ausgewählte Diskografie
- Aquaplaning in Venedig, Vinyl-EP 1981
- Pop, Vinyl-LP, 1983
- Japgirls in Synthesis, Vinyl-LP, 2004
- Nekronology, CD, 2004
- Kitsch, Vinyl-LP, 2004
- Mondo Carnale, Vinyl-LP, 2005
- Psicofonico, CD, 2007
- Under A Demon’s Mask, Vinyl-LP (lim. auf 288 Stk.) und CD, 2008
- Nekronology, Vinyl-LP (lim. auf 500 Stk.), 2009
- Cerveau D’Enfant, Vinyl-EP, 2010
- Zyanidanger, Vinyl-LP (lim. auf 343 Stk.) und CD, 2013
- Cantos Y Llantos, Vinyl-EP, 2017
- Noirhollywood, Tape, 2021
- Tiffauges, Vinyl-Single, 2021
- Compositions For Indian Pump Organ And Electric Violin, CD, 2025

## Soundtracks
- 1987: Nekromantik
- 1989: Der Todesking
- 1990: Nekromantik 2
- 2017: The Queen Of Hollywood Boulevard
- 2023: Videotheque
- 2025: Der Golem, wie er in die Welt kam

## Labels
- Passiv
- Red Stream
- Vinyl on Demand
- Bataille
- Galakthorrö
- Aesthetic Records
- 4iB Records
- Alien Passengers
- Cloister Recordings
- Bacteria Field

## Trivia
In dem Film Der Todesking spielt Hermann Kopp einen Mann, der sich in seiner Badewanne ertränkt. Sein Name in dem Film, Barsch, ist eine Anspielung auf den deutschen Politiker Uwe Barschel, der nach einem Politskandal tot in der Badewanne eines Hotels in Genf aufgefunden wurde.